# Philippe Gumplowicz
Philippe Gumplowicz, né le 6 octobre 1950 à Paris, est un professeur des universités, musicologue et historien de la musique français.

## Biographie

### Famille et jeunesse
Ses parents, juifs polonais, émigrent en France en 1933. Jeune, Philippe Gumplowicz va baigner dans les mouvements de jeunesse « sionistes et marxistes ».

### Formation
Il suit des études d'histoire et passe sa maîtrise à l'université de la Sorbonne en 1972. Son diplôme est consacré à la « Gauche révolutionnaire sous le Front populaire ».
Il intègre le Centre d’étude, de recherche et de formation institutionnelles (CERFI), laboratoire d’études fondé par Félix Guattari, où il est le co-auteur de quatre études sur l’histoire de la diffusion musicale en France, préalable à sa thèse.
Passionné de musique, il finance ses études en jouant dans un orchestre de jazz. Il étudie ensuite les sciences humaines et tout particulièrement la psychanalyse qu'il abandonne dans les années 1970. Il travaille alors sur l'histoire d'institutions musicales, comme le conservatoire ou l'opéra-comique. Il passe sa thèse dans le milieu des années 1980 consacrée au mouvement orphéonique en France, ces sociétés musicales amateurs qui, au XIXe siècle, apparaissent dans les villages et villes d'Europe.

### Enseignement
Il enseigne au Conservatoire national supérieur de musique et de danse, à l'École des hautes études en sciences sociales. Après avoir été maître de conférences à l’université de Bourgogne, il est professeur de musicologie à l'université d'Évry-Val d'Essonne à partir de 2011, où il est directeur du centre RASM (Recherches Arts Spectacles Musiques). 

### Radio
Il a produit pour France Musique et France Culture des émissions et des documentaires radiophoniques (Les Grands Entretiens avec le pianiste Jean-Claude Pennetier en 2010, l’historien israélien Zeev Sternhell en avril 2011 ou le chanteur Michel Delpech en octobre 2012) ainsi que des documentaires comme Les années Barclay. Une histoire de haute fidélité en juin 2012.

## Publications
- 1988 : Les Travaux d'Orphée, éd. Aubier (ouvrage issu de sa thèse, réédité en 2001)
- 1991 : Le Roman du jazz. Première époque, 1893-1930, éd. Fayard
- 2000 : Le Roman du jazz. Deuxième époque, 1930-1942, éd. Fayard
- 2008 : Le Roman du jazz. Les modernes, éd. Fayard
- 2012 : Les Résonances de l'ombre, musique et identités de Wagner au jazz, éd. Fayard

## Discographie
- 1979 : Innocence d'Antoine Tomé : guitariste (guitare acoustique) sur deux chansons, Innocence et Chanson pour les vignes[3]